# Damnice
Damnice település Csehországban, a Znojmói járásban. Damnice Dolenice, Jiřice u Miroslavi, Břežany, Miroslav, Suchohrdly u Miroslavi és Litobratřice településekkel határos. Lakosainak száma 381 fő (2024. január 1.).

## Népesség
A település lakosságának változását az alábbi diagram mutatja:
| Lakosok száma | 328  | 422  | 579  | 376  | 367  | 323  | 333  | 341  | 355  | 381  |
|               | 1869 | 1890 | 1921 | 1950 | 1980 | 2001 | 2017 | 2019 | 2022 | 2024 |